# Murat Karaaslan
Murat Karaaslan (* 1955 in Malatya) ist ein deutsch-türkischer Schriftsteller.
Karaaslan ging 1971 als Gastarbeiter nach Deutschland. Hier arbeitete er u. a. bei Thyssen und als Laborant. Ab den 1980er Jahren verfasst er Texte, u. a. als Mitglied des Literaturcafé Fakir Baykurt. Karaaslan bearbeitet unter anderem Themen aus dem Bereich deutsch-türkischen Lebens, der Arbeitswelt und der alevitischen Religion.
Veröffentlichungen liegen abseits des Literaturcafés Fakir Baykurt (Gedichte, die in den Rhein fließen, Beitrag 1994) nur in türkischer Sprache vor.

## Veröffentlichungen

### Roman
- Göç

### Erzählungen
- Düşler Ülkesi
- Yıkılan Umutlar
- Nuran
- Ya Kendin Gel Ya Beni Götür
- Zibidi
- Onursuzlar Koğuşu

### Lyrik
- Meçhul İşçi
- Yolcu ile Kahveci
- Efendim
- Dedemin Düşü